# Ultra-Trail Hungary
Az Ultra-Trail Hungary Magyarország legnépszerűbb, és legnagyobb létszámú ultratávú terepfutó versenye. Az eseményen több táv közül választhatnak a futók, a leghosszabb táv 111 km. A rendezvény központja Szentendre, az útvonal a Pilis és a Visegrádi-hegység ösvényein halad.

## Az Ultra-Trail Hungary létrejötte
A 2000-es évek közepére egyre nagyobb igény lett Magyarországon az ultratávú terepfutó versenyek iránt. Az ultrafutók addig csak a teljesítménytúrákon mérettethették meg magukat, ahol se időmérés, se futóknak megfelelő frissítés nem volt. 2006-ban a Kinizsi Százassal párhuzamosan elindult a Terep Százas nevű futórendezvény, azonos útvonalon, bőséges frissítéssel, elektronikus időméréssel, de lényegesen alacsonyabb szintidővel. A Terep Százas 2009-től önállóan, a Kinizsi Százastól külön, teljesen új útvonalon került megrendezésre. Az évek alatt módosult szervezői gárda 2014-re jutott arra az elhatározásra, hogy a legnagyobb hazai terepversenyt új alapokra kell helyezni. Csányi „Csanya” László és a Terepfutás.hu csapata 2015. május 23-án éjfélkor a szentendrei Lázár cár térről elrajtoltatta az első Ultra-Trail Hungaryt.

## Útvonal
Az Ultra-Trail Hungary távjai a Pilis és a Visegrádi-hegység erdei ösvényein vezetnek, a legtöbb helyen keskeny egynyomos utakon, helyenként szélesebb erdei, illetve dózerutakon, valamint egészen rövid szakaszokon köves, sziklás ösvényeken. A rajt/cél közelében és az érintett településeken szilárd burkolatú szakaszok is vannak, de a szervezők a kezdetektől törekednek ezeknek a szakaszoknak a minimalizálására. A leghosszabb táv olyan látványosságokat érint, mint Dobogókő, a Vadálló-kövek, a Prédikálószék, a Spartacus-ösvény, a Visegrádi vár, illetve a szentendrei Skanzen. A verseny rajt/cél helyszíne a szentendrei Duna korzó, amely különleges atmoszférájával a kezdetektől a verseny egyik nagy vonzerejét képezi.

## A verseny lebonyolítása
Az Ultra-Trail Hungaryn való indulás kizárólag előnevezéssel lehetséges. Valamennyi távon létszámlimit van, ennek elsődleges oka az, hogy a természetvédelemmel foglalkozó hatóságok ennyi indulóra adnak ki engedélyt a környezet védelme miatt. Sikeres nevezés után az indulók a rajtcsomagjukat a szentendrei rajt/cél helyszín közelében lévő versenyközpontban vehetik át röviddel a rajtok előtt. A verseny szervezői a versenyzőknek kötelező felszerelést rendelnek el, melynek elsődleges célja a futók biztonsága. Az időmérés a CheckpointSystem chipes időmérő rendszerével történik. Az ellenőrző pontokon rész-szintidők vannak, az ezeket túllépő futók a versenyt nem folytathatják. A verseny valamennyi távján tömegrajt van. A tájékozódást az előre megadott GPS-tracken felül turistajelzések, a szervezők saját logójával ellátott szalagjai, valamint a szilárd útburkolatokon UV-fényre lebomló festék segíti. Az útvonalon jellemzően 10-15 km-enként ellenőrző, illetve frissítő pontok vannak. A frissítő pontokon többféle ital, sós és édes falatok, só, magnézium, illetve alapvető elsősegély-felszerelés van. A hosszabb távokon meleg ételes pont is van, ahol normál, vegán és gluténmentes étel közül lehet választani. Minden távon az összes sikeres teljesítő érmet kap, a dobogósok egyedi díjazást kapnak. A verseny szervezőit több mint 350 önkéntes segíti, akiknek jelentős része szintén terepfutó. Az Ultra-Trail Hungary fő szponzora a kezdetektől a Salomon sportszergyártó cég.

## Az Ultra-Trail Hungary 2024-es távjai

### Ultra-Trail Hungary
A leghosszabb táv. Szentendre–Lajosforrás–Dobogókő–Pilisszentlélek–Pilismarót–Dömös–Prédikálószék–Lepence–Pilisszentlászló–Visegrád–Szentendre. A táv különlegessége az éjfélkor történő rajt, illetve a Szentendre belvárosában elhelyezkedő rajt/cél helyszín. A táv teljesítői kvalifikációt kapnak a Western States Endurance Run-ra. 

### Szentlászló Trail
2018-ban debütált ez a táv. A 84 km-es résztáv végig a leghosszabb táv útvonalán halad, csupán a Pilisszentlélek–Pilismarót-hurkot hagyja ki, ezt a szakaszt egy rövidebb átkötő szakasszal hidalva át.

### Szentendre Trail
Ez a táv a kezdetektől megvan, bő 50 km-t jár be a teljes távból.

### Visegrád Trail
2016-ban indult ez a táv. A leghosszabb táv utolsó 30 km-ét járja be Visegrád és Szentendre között. 
Twin Peaks Trail
2023-ban debütált ez a versenyszám. Az útvonal utolsó 22 kilométerén halad Pilisszentlászló és Szentendre között. 
Vertical 500
Dömös, Szentfa-kápolna és a Prédikálószék között. 2.5 kilométer, 500 méter szintemelkedéssel.  

### Kids-Trail Szentendre
Ez a táv 3 és 11 év közötti gyerekeknek szól, egy egészen rövid, néhány száz méteres jelölt útvonalon. Ennek a távnak a nevezési díjakból befolyó teljes bevétele a Mosolygós Bölcsődésekért Alapítványt támogatja.
|                       | Táv        | Szintemelkedés | Szintidő | Rajtidőpont    | Létszámlimit | UTMB/ITRA-pont |
| --------------------- | ---------- | -------------- | -------- | -------------- | ------------ | -------------- |
| Ultra-Trail Hungary   | 112 km     | 4200 m         | 20 óra   | Szombat 24:00  | 350 fő       | 5              |
| Szentlászló Trail     | 84,1 km    | 3100 m         | 17 óra   | Vasárnap 02:00 | 300 fő       | 3              |
| Szentendre Trail      | 54 km      | 1640 m         | 10 óra   | Vasárnap 09:00 | 500 fő       | 3              |
| Visegrád Trail        | 29,8 km    | 1063 m         | 6 óra    | Szombat 15:00  | 500 fő       | 1              |
| Twin Peaks Trail      | 22 km      | 685 m          | 4 óra    | Szombat 17:00  | 300 fő       | 0              |
| Vertical 500          | 2.5 km     | 500 m          | 1 óra    | Szombat 18:00  | 100 fő       | 0              |
| Kids-Trail Szentendre | 0,2–0,8 km | 10 m           | -        | Szombat 16:00  | -            | 0              |